# Белокалитвинский историко-краеведческий музей
Белокалитвинский историко-краеведческий музей — музей в городе Белая Калитва.

## История музея
Музей был создан в 1996 году администрацией Белокалитвинского района. В соответствии с её постановлением, для размещения музейных коллекций было предоставлено здание, являющееся памятником архитектуры XIX века. Здание было построено в 1886 году на средства казаков станицы Усть-Белокалитвинской и в нём разместилось двухклассное высшее начальное училище. В послеоктябрьский период это была городская школа № 1. С 1996 по 1998 год проводился ремонт здания, затем, 18 сентября 1998 года, оно было открыто для посетителей. Открытие приурочили к празднованию 295-летия города.

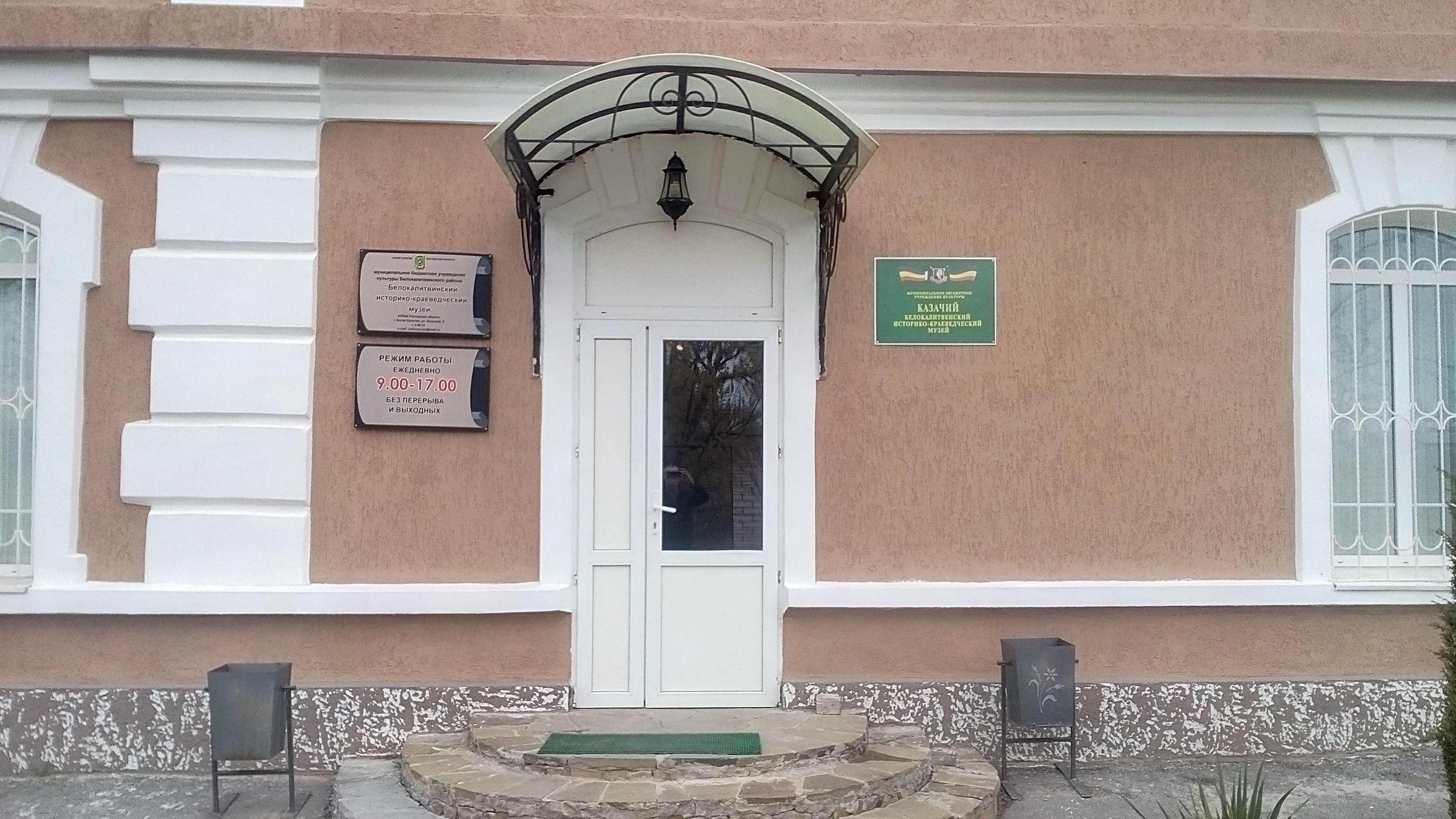
Вход в музей

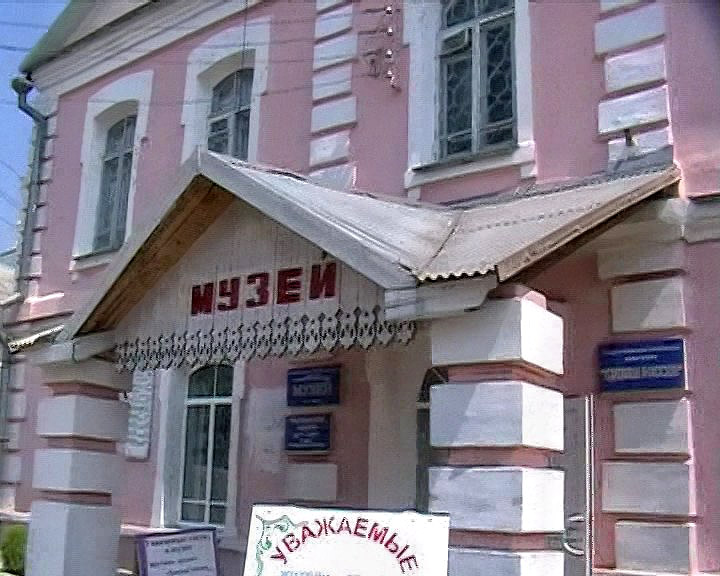
Белокалитвинский историко-краеведческий музей, 2011

Основой музейного фонда стали коллекции, собранные при райвоенкомате в «Музее революционной, боевой и трудовой славы», этнографическая коллекция Дворца культуры им. В. Чкалова и археологическая коллекция, которую передал металлургический завод. В музее представлены следующие экспозиции: «Археология», «Гражданская и Великая Отечественная войны», «Казачья горница», «Дворянская гостиная», «История ОАО „БКМПО“», «Природа донского края», «Предметы православной культуры», «Музыкальный салон», «Старинная медная, глиняная и деревянная посуда», «Декоративно-прикладное творчество» и картинная галерея (открыта в 2005 году), в которой собраны более 250 картин местных живописцев. В 2007 году территория возле здания музея была огорожена и создана экспозиция под открытым небом «Казачий дворик».
В настоящее время фонд музея насчитывает около 7000 экспонатов.
В 2006 году музей победил в конкурсе «В ответе за будущее», который проводился совместно компанией ALCOA и фондом «Устойчивое развитие».
В 2008 году музей выиграл грантовый конкурс в номинации «Технологии музейной экспозиции», проводимый благотворительным фондом В. Потанина «Меняющейся музей в меняющемся мире». На средства фонда была создана экспозиция «Просто жизнь. Социалистическая провинция», которая открылась для посетителей в сентябре 2009 года. Автор проекта Л. Н. Сафонова с группой победителей конкурса в 2010 году была направлена на стажировку в Лондон.

## Адрес
Музей находится по адресу: 347040, Российская Федерация, Ростовская область, г. Белая Калитва, ул. Большая, д. 2.